# 朝敵
朝敵，是指在日本，與天皇和朝廷敵對的勢力的稱呼。

## 意義
在日本各個時代皇族之間或武將之間對立時，為了主張自己的正當性而批評政敵，於是稱對方為朝敵，朝敵和「公敵、逆賊、賊軍」為同義詞。在多數情況下，被朝廷稱為朝敵的一方會成為被討伐的對象。
「朝敵」不是一定會被「官軍」擊破；在承久之亂中，被稱為朝敵的幕府一方就擊倒了「官軍」，在日本南北朝時代中，南朝和北朝都自稱「官軍」，指對方為朝敵。
對於主張自己是「官軍」的一方是有力的話，不論原因是什麼，被稱為朝敵的人就會變成日本歷史上絕對的「惡」。特別是在幕末和明治初期，因為尊皇攘夷被提倡，所以稱政敵為「朝敵」的言论主义横行。
倒幕運動中，明治朝廷頒佈德川慶喜追討令，將慶喜和其麾下的諸藩列為朝敵，分為五等：
- 第一等：德川慶喜（幕府将軍）
- 第二等：松平容保（会津藩）、松平定敬（桑名藩）
- 第三等：松平定昭（伊予松山藩）、板倉勝静（備中松山藩）、酒井忠邦（姫路藩）
- 第四等：本庄宗武（宮津藩）
- 第五等：戶田氏共（大垣藩）、松平賴聰（高松藩）